# Manuel Konrad
Manuel Konrad (Illertissen, 1988. április 14. –) német labdarúgó.
Jelenleg az FSV Frankfurtban játszik középpályás poszton.

## Karrier
Konrad 2006. augusztus 25-én mutatkozott be a Freiburg csapatában az Unterhaching ellen 1-1-re végződő mérkőzésen. 2009. január 27-én az Unterhaching csapatába igazolt kölcsönben. Egy idény után ott hagyta az Unterhaching csapatát és az FSV Frankfurtba igazolt.

## Külső hivatkozások
- Ismertetője a transfermarkt.de honlapján